# Embet Ilen
Embet Ilen (c. 1801 - 1851) est une femme de haute naissance, dirigeante politique et combattante du Zemene Mesafent, l'Érythrée actuelle.

## Biographie
Embet Ilen est considérée comme une des femmes les plus émancipées de la région Marab-Millash (en) au XIXe siècle,.
Embet Ilen est donnée en mariage à Ayte Salomon, le fils aîné du chef d'Hazega (en) Kantiba Zar'ay, qui règne sur les hautes terres d'Asmara. Après avoir accédé au pouvoir au milieu des années 1820, Salomon attaque le village de Tsazega (en). Vaincu rapidement, il s'enfuit à Gura'e (en) et meurt vers 1837.
Après deux tentatives infructueuses pour venger la défaite de son mari, Embet Ilen s'allie avec Shum-Agame Subagadis (en), roi du Tigré, qui la nomme gouverneure du Hamasien, avant de décéder en 1831. Réussissant à s'allier avec Wube Haile Maryam, Ilen conserve son poste.
À la fin des années 1840, elle abandonne sa régence à son fils Woldemichael Solomon (en). Elle se retire à l'église Sainte-Marie de Hazzega pour devenir religieuse. Alors que l'un de ses vieux ennemis qu'elle a vaincu au combat, Kantiba Woldegaber, lui rend visite, ils ont un différend au sujet des biens de Solomon. Woldegaber meurt assassiné et Ilen est accusée du meurtre. Elle se réfugie en exil dans une région voisine, qui finit par l'extrader. Embet Ilen décède en 1851.